# گمشده (مجموعه تلویزیونی کره جنوبی)
گمشده (انگلیسی: Lost; کره‌ای: 인간실격) یک مجموعهٔ تلویزیونی کره جنوبی سال ۲۰۲۱ با بازی جون دو یون، ریو جون یول، پارک بیونگ اون و کیم هیو جین است. این مجموعه، پروژه ویژه به مناسبت دهمین سالگرد جی‌تی‌بی‌سی بود و از ۴ سپتامبر تا ۲۴ اکتبر ۲۰۲۱، روزهای شنبه و یکشنبه ساعت ۲۲:۳۰ (کی‌اس‌تی) از جی‌تی‌بی‌سی پخش شد.
گمشده همچنین برای استریم در آی‌چی‌یی در دسترس است.

## بازیگران

### اصلی
- جون دو یون در نقش بو جونگ، یک سایه‌نویس که می‌خواهد که یک اثر ارجینال با نام خودش بنویسد.[۸]
- ریو جون یول در نقش کیونگ جه[۸][۹]
- پارک بیونگ اون در نقش جونگ سو[۵][۱۰]
- کیم هیو جین در نقش کیونگ اون[۱۱]